# Phân họ Ba đậu
Phân họ Ba đậu (danh pháp khoa học: Crotonoideae) là một phân họ trong họ Euphorbiaceae.

## Phân loại
Phân họ này bao gồm 12 tông như liệt kê dưới đây.
- Adenoclineae
- Aleuritideae
- Codiaeae
- Crotoneae
- Elateriospermeae
- Gelonieae
- Jatropheae
- Manihoteae
- Micrandreae
- Ricinocarpeae
- Ricinodendreae
- Trigonostemoneae

## Liên kết
- Dữ liệu liên quan tới Crotonoideae tại Wikispecies
- Tư liệu liên quan tới Crotonoideae tại Wikimedia Commons